# Самсиите
Самсиите е махала в Северна България. То се намира в община Велико Търново, област Велико Търново.

## География
Махала Самсиите се намира в планинския район, начало на същинския Балкан, в землището на с.Въглевци, обл. Велико Търново. В близост се намира Килифаревския манастир „Рождество богородично“. В покрайнините на селото текат водите на р.Белица. По настоящем, може да се каже, че тук няма постоянно живеещи хора. Собственици на някои постройки са от Велико Търново и други градове. Други близки махали и села са с.Бояновци и с.Радковци, а също и напълно изоставените махали Пожерник, Бранковци и Татунчовци.

## История
Поселението в този район започва от дълбока древност. Преданията за тази местност сочат, като начало на заселването годините след падането на Второто българско царство под турска власт. Гонени от непосилни такси, от кръвния данък и други грабителства, тук се заселват бягащи от турската власт българи. Преселилите се хора извоювали малка част от горите за земеделски нужди и за къщите си, и така се образували съществуващите до днес махали и колиби, които са над 60 на брой от Килифаревския манастир до предела на прохода.

## Население
Численост на населението според преброяванията през годините:
| \| Година на преброяване \| Численост \| \| --------------------- \| --------- \| \| 1934 \| 103 \| \| 1946 \| 115 \| \| 1956 \| 97 \| \| 1965 \| 10 \| \| 1975 \| 9 \| \| 1985 \| 6 \| \| 1992 \| 4 \| \| 2001 \| 2 \| \| 2011 \| 1 \| \| 2021 \| 1 \| |           |
| Година на преброяване | Численост |
| 1934 | 103       |
| 1946 | 115       |
| 1956 | 97        |
| 1965 | 10        |
| 1975 | 9         |
| 1985 | 6         |
| 1992 | 4         |
| 2001 | 2         |
| 2011 | 1         |
| 2021 | 1         |

### Етнически състав
Преброяване на населението през 2011 г.
Численост и дял на етническите групи според преброяването на населението през 2011 г.:
|                     | Численост | Дял (в %) |
| Общо                | 1         | 100.00    |
| Българи             | 1         | 100.00    |
| Турци               |           |           |
| Цигани              |           |           |
| Други               |           |           |
| Не се самоопределят |           |           |
| Неотговорили        | 0         | 0.00      |